# Björkvallsbrännans naturreservat
Björkvallsbrännans naturreservat är ett naturreservat i Ljusdals kommun i Gävleborgs län.
Området är naturskyddat sedan 2022 och är 133 hektar stort. Reservatet ligger öster om Kårböle och består av barrskog och myrar i ett område som drabbades av Enskogsbranden 2018. 